# Gate (vliegveld)

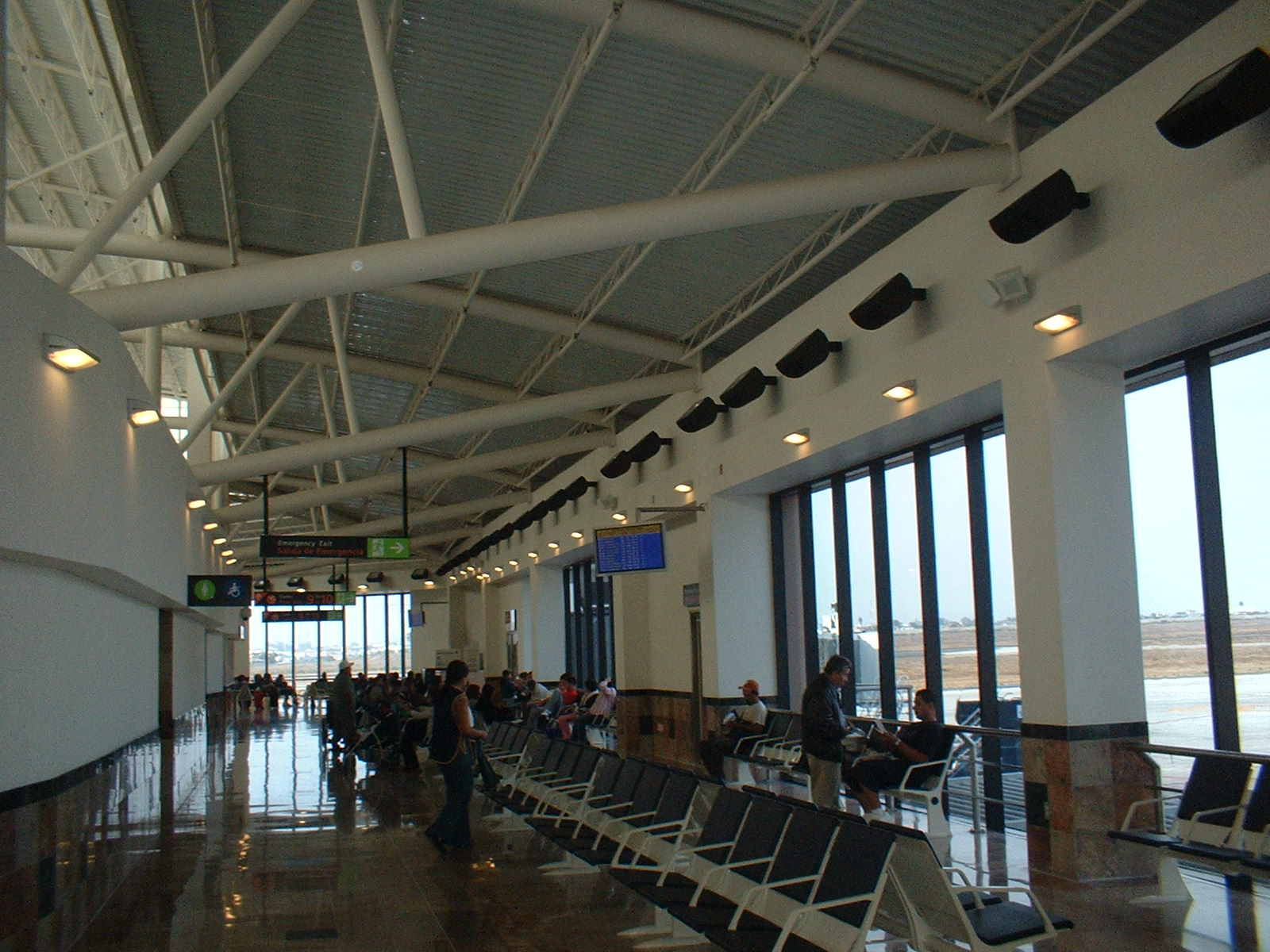
Wachtruimte bij de gate op General Abelardo L. Rodríguez International Airport in Tijuana, Mexico

Een gate  is de doorgang waardoor vliegtuigpassagiers de terminal verlaten als ze aan boord van het vliegtuig gaan.
Een juiste vertaling zou 'poort' zijn, maar op Nederlandse vliegvelden werd voorheen voor de vertaling 'uitgang' gekozen. Deze vertaling gaf vaak verwarring. Op Nederlandse vliegvelden ziet men vrijwel uitsluitend nog Engelstalige aanduidingen.
Kleine vliegvelden, waar maar enkele vluchten per dag vertrekken, hebben aan één gate genoeg, maar de meeste luchthavens hebben meerdere gates. De reizigers krijgen te horen bij welke gate ze zich moeten melden. Dit is ook vaak te zien op monitors in de vertrekhal.
Bij de gate is meestal een wachtruimte waar de reizigers zich verzamelen tot ze toestemming krijgen om in te stappen. Soms hebben meerdere gates een gemeenschappelijke wachtruimte. Bij het instappen moeten ze de instapkaart tonen. Soms moet de instapkaart al getoond worden voordat de reizigers in de wachtruimte komen.
Het vliegtuig wordt bij voorkeur in de buurt van de gate geparkeerd, zodat de reizigers het vliegtuig lopend kunnen bereiken. Bijna alle internationale luchthavens beschikken over vliegtuigslurven, waardoor er een directe overdekte loopverbinding ontstaat tussen de gate en het vliegtuig. Zijn er geen vliegtuigslurven, dan stappen de passagiers in het vliegtuig via een trap die voor de deur is geplaatst. Staat het vliegtuig op enige afstand, dan kan een bus worden gebruikt om de reizigers van de gate naar het vliegtuig te brengen. 

## Afhandeling van een vliegtuig aan de gate

### Aankomst
Wordt het vliegtuig met de neus naar het terminalgebouw geparkeerd, dan bevindt zich meestal op het gebouw een informatiepaneel, het zogenaamde "Visual Docking Guidance System" (VDGS). Het systeem geeft door middel van (gekleurde) lampen/pijltjes visuele aanwijzingen (links/rechts) aan de piloot hoe hij zijn vliegtuig op de juiste manier moet parkeren. Bovendien geeft het systeem tijdens de laatste meters van het parkeren de afstand aan tot de plek waar het toestel tot stilstand moet worden gebracht. De getoonde informatie is afhankelijk van het vliegtuigtype (het ingestelde vliegtuigtype wordt daarom meestal getoond op het bord van het VDGS). Staat het vliegtuig op de juiste plek geparkeerd, dan kan daarna de vliegtuigslurf worden aangesloten. Op vliegvelden zonder vliegtuigslurven wordt nadat het vliegtuig juist is geparkeerd een trap bij de deur geplaatst om de passagiers te laten uitstappen. 
Bij afwezigheid van het VDGS of indien het systeem defect is wordt een Marshaller gebruikt die aanwijzingen geeft hoe het vliegtuig geparkeerd moet worden.

### Vertrek
Een vliegtuig is niet ontworpen om op eigen kracht achteruit te rijden (hoewel het in principe wel mogelijk is). Het vliegtuig vertrekt van de gate door middel van een pushback. De pushback wordt gedaan door een pushback truck die het vliegtuig naar achteren duwt. Tijdens de pushback start het vliegtuig de motoren. Daarna krijgt het vliegtuig de klaring van de verkeersleiding om naar de startbaan te taxiën voor vertrek.